# Титовка (река, впадает в Яузское водохранилище)
Титовка — река в Московской и Смоленской областях России, впадает в Яузское водохранилище.
Длина — 15 км, до образования водохранилища впадала в Яузу бассейна Вазузы, имела длину 22 км и площадь водосборного бассейна — 93,4 км².
Протекает в западном направлении большей частью по территории Гагаринского района Смоленской области и лишь небольшая часть верхнего течения находится в границах городского округа Шаховская Московской области.
Берёт начало в 3 км западнее деревни Малое Крутое, расположенной у истоков Рузы, впадает в Яузское водохранилище к югу от деревни Аржаники. В верховьях протекает по дремучим заболоченным лесам, четырежды пересекая находящуюся поблизости линию заброшенной узкоколейной железной дороги. На своём пути река также дважды пересекает канал Яуза — Руза Вазузской гидротехнической системы.
Питание в основном происходит за счёт талых снеговых вод. Замерзает в середине ноября, вскрывается в середине апреля:7—8.
На реке расположены населённые пункты Титово и Савино (от истока к устью).